# Стијена (Цазин)
Стијена је насељено мјесто у Босни и Херцеговини у Граду Цазину које административно припада Федерацији Босне и Херцеговине. Према попису становништва из 1991. у насељу је живјело 2.099 становника.

## Географски положај
Стијена се налази у сјеверозападном дијелу БиХ и највећа је мјесна заједница општине Цазин. Смјештена је у подножју брда званог „Гомила“ уз магистрални пут који спаја Босанску Крупу, Отоку, Нови Град и остатак Босне са Цазинском крајином. Нека од обиљежја Стијене су прије свега средњовјековна тврђава Бијела Стијена, Мала и Велика Гомила, рјечица Хорљава, која је иначе понорница и понире испод једне велике стијене по којој је и само мјесто добило име. Стијена се састоји од заселака: Каљковићи, Горњи Нухићи, Дојњи Нухићи, Мехулићи, Силићи, Малићи, Јакуповићи, Сивићи, Џакулићи, Чоходари, Крехићи, Гредина, Тромеђа, Колаковићи, Халкићи, Мемић Брдо, Хамулићи, Будимлићи, Пехлићи...

## Становништво
| Националност       | 1991.          | 1981.          | 1971.          |
| Муслимани          | 2.070 (98,61%) | 1.944 (98,43%) | 1.527 (99,47%) |
| Срби               | 2 (0,09%)      | 10 (0,50%)     | 2 (0,13%)      |
| Хрвати             | 0              | 0              | 1 (0,06%)      |
| Југословени        | 13 (0,61%)     | 9 (0,45%)      | 0              |
| остали и непознато | 14 (0,66%)     | 12 (0,60%)     | 5 (0,32%)      |
| Укупно             | 2.099          | 1.975          | 1.535          |